# Anna Stangl
Anna Stangl (* 1961 in Salzburg) ist eine österreichische Malerin und Zeichnerin.

## Leben und Werk

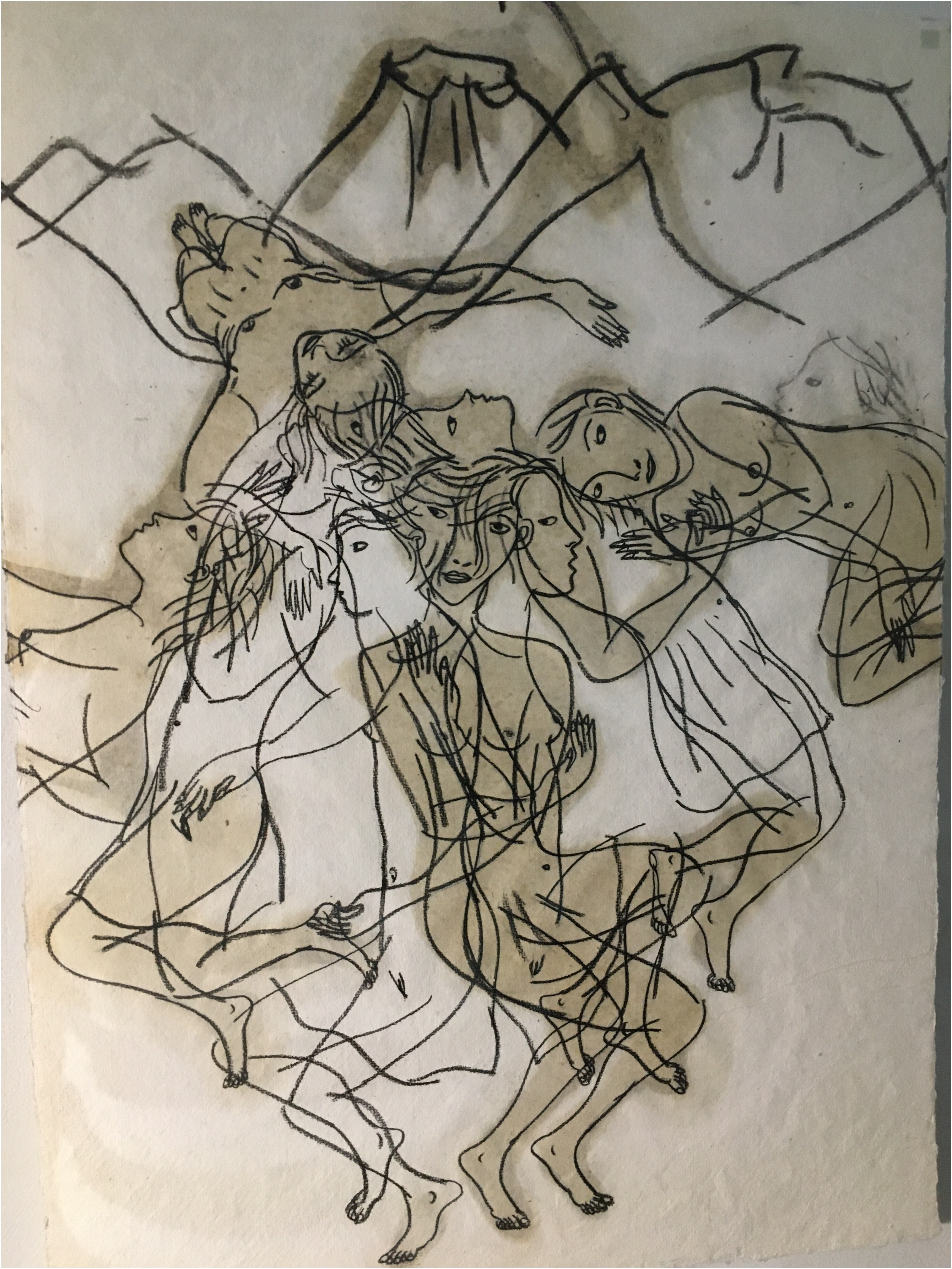
Anna Stangl, Viele (2006). Zeichnung, 42 × 30 cm. Schwarzkreide, Pastell, Mohnöl, Kohle, Ölpastell auf Papier.

Anna Stangl verbrachte ihre Kindheit und Jugend in Oberösterreich und Salzburg. Von 1979 bis 1983 studierte sie Publizistik und Politikwissenschaften an der Universität Wien. Von 1983 bis 1986 folgte ein Studium der Malerei an der Akademie der Bildenden Künste Wien und von 1986 bis 1987 an der École nationale supérieure des beaux-arts de Paris.
Stangl unternahm zahlreiche Reisen durch Mittel-, Zentral- und Ost-Asien, Nord- und Südamerika, Nordafrika, Australien und Melanesien. Stipendien und Arbeitsaufenthalte führten sie nach Japan, Indien, China, Kirgisistan, Kasachstan, Spanien, Paris, Rom, Elba, Ankara und Budapest.
Häufig kombiniert Stangl unterschiedliche Zeichentechniken in einem Bild. Der Philosoph Robert Pfaller schrieb 2018 über die Künstlerin: „Anna Stangl beschäftigt sich in einer poetisch figurativen Art vor allem mit der Zeichnung. Im Mittelpunkt ihrer Arbeit steht der menschliche, vor allem weibliche Körper, aber auch Pflanzen und seltsame Tierwesen. In ihren Arbeiten entsteht eine seltsame, leicht beunruhigende, giftig schöne Welt der Andeutungen, Seelenverwirrungen und unerklärten Bedrohungen.“
Anna Stangls Werke finden sich in den Sammlungen der Albertina, im Leopold Museum, im Museum der Moderne Rupertinum, sowie in zahlreichen Privatsammlungen.
Anna Stangl lebt und arbeitet in Wien.

## Ausstellungen (Auswahl)

### Einzelausstellungen
- 2004 hellwach schlafen, kunstverein paradigma, Linz
- 2005 Hunde ziehen vorbei, Rudolfinerhaus, Wien
- 2010 Jagdzeit, Kubin-Haus Zwickledt
- 2011 Herzfarn, Galerie der Stadt Salzburg, Mirabellgarten, Salzburg
- 2013 Arbeiten auf Papier, Kunstverein Horn
- 2015 Unter Füchsen II, Gebrüder-Grimm-Museum, Marburg an der Lahn
- 2016 Anna-Traumwach, Kunstverein Taunus, Bad Soden am Taunus
- 2018 Wachsen VII, 1Blick. Kunst im Vorhaus, Hallein
- 2019 Nature, Galerie Gerersdorfer, Wien
- 2022 Strange Days, Galerie Gerersdorfer, Wien

### Ausstellungsbeteiligungen
- 1990 „Apostelhof 90“, Wien
- 1994 Traklhaus, Salzburg
- 1999 Die Zeichnung I, Museum Rupertinum Salzburg
- 2001 Desire, Ursula Blickle Foundation, Kraichtal, Deutschland
- 2001 Galleria d' Arte Moderna, Bologna
- 2003 Mimosen, Rosen, Herbstzeitlosen, Kunsthalle Krems
- 2004 Vision einer Sammlung, Museum der Moderne Salzburg
- 2006 internationales Künstlersymposium in Bishkek, Kirgistan
- 2007 ABA, Art Club Mersin, Türkei
- 2008 Internationales Künstlersymposium in Astana, Kasachstan
- 2009 Khoj Bihar, internationaler Künstler-Workshop, Patna, Bihar, Indien
- 2010 Aquarellhappening 2000–2009, Tiroler Landesmuseum, Innsbruck
- 2012 Oriental Circle Southwest Jiatong University Chengdu, China
- 2012 New Visions, CMR Art Gallery & Project Space, Redruth, Großbritannien
- 2015 Unter Füchsen II, Gebrüder-Grimm-Museum, Marburg an der Lahn
- 2016 Anna-Traumwach, Kunstverein Taunus, Bad Soden
- 2018 Die Neunziger Jahre, WIEN MUSEUM MUSA, Wien

## Preise und Stipendien
- 1986 Stipendium der französischen Regierung an der École des Beaux-Arts, Paris
- 1995 Atelierstipendium Tokyo, Bundesministerium für Wissenschaft und Kunst
- 1998 Atelierstipendium Budapest, Kunstverein Wien
- 2001 Atelierstipendium Paris, Bundesministerium für Unterricht und Kunst
- 2001 Margret-Bilger Stipendium des Landes Oberösterreich
- 2003 Atelierstipendium ChengDu, China. Bundesministerium für Wissenschaft und Kunst
- 2008 Artist in Residence Ankara
- 2009 Atelierstipendium Paris, Bundeskanzleramt Sektion Kunst

## Publikationen
- Innenland. Eigenverlag, Wien 1990.
- Anna Stangl. Hrsg.: Kunstverein Marburg und Galerie Lang, Wien 1998, ISBN 3-85091-014-8.
- Hunde ziehen vorbei / Stray dogs drifting. Text von Anna Kim. Comet Verlag, Wien 2005, ISBN 3-9502046-4-4.
- mit Ursula Brochard: Wenn Ann tanzt. Bucher Verlag, 2010, ISBN 978-3-99018-004-4.